# Beljakovina akutne faze
Beljakovine akutne faze so plazemske beljakovine, ki nastajajo v jetrih in sinteza katerih se med stresom močno poviša. Stres za organizem predstavljajo razmere v okolici ali telesu samem, ki ogrozijo njegovo homeostazo (na primer okužba z mikroorganizmi, poškodba, zlom kosti, avtoimuna bolezen). Odziv telesa, med katerim poteka pospešeno nastajanje teh beljakovin, se imenuje reakcija akutne faze.
Zaradi delovanja različnih dejavnikov, ki ogrozijo homeostazo v organizmu, začnejo vnetne celice, zlasti nevrofilci in makrofagi, izločati citokine, ti pa sprožijo reakcijo akutne faze. Najpomembnejši citokini za spodbuditev akutne faze so interlevkin-1, interlevkin-6 in tumorje nekrotizirajoči faktor. Ti citokini hkrati tudi pospešijo razgradnjo beljakovin v mišicah; sproščene aminokisline so na voljo za jetrno sintezo beljakovin akutne faze. Proteolitične učinke citokinov na mišice dodatno okrepi še kortizol, ki se izloča v stresnih razmerah.

## Primeri beljakovin akutne faze
- C-reaktivni protein
- serumski amiloid A
- antitripsin α1
- nekateri dejavniki strjevanja krvi: fibrinogen, protrombin, faktor VIII, plazminogen ...
- sestavine komplementa
- ceruloplazmin
- haptoglobin

Jetrna sinteza nekaterih beljakovin (npr. albumina in transferina) je v času akutne faze zavrta.

## Klinični izvidi
V diagnostiki pogosto ugotavljajo stanje akutne faze z določanjem sedimentacije rdečih krvničk. Nekatere beljakovine akutne faze, zlasti fibrinogen, se vežejo na rdeče krvničke in povzročajo njihovo združevanje v skupke. Ti skupki hitreje sedimentirajo in zato je čas sedimentacije rdečih krvničk znižan.